# Milwaukee Journal Sentinel
Il Milwaukee Journal Sentinel è un quotidiano stampato a Milwaukee, Wisconsin, dove è il giornale principale. È anche il più grande giornale dello stato del Wisconsin, dove conosce un'ampia distribuzione. Dal 2016 è di proprietà della Gannett.

## Storia
Il Milwaukee Journal Sentinel nasce nel 1995 dalla fusione di due testate giornalistiche: il Milwaukee Sentinel, fondato nel 1837, e il Milwaukee Journal, pubblicato dal 1882. Nel 2015, la sua società madre Journal Media Group è stata acquisita da E. W. Scripps Company, che l'anno successivo l'ha ceduta a Gannett.